# Alfons S. Callier
Alfons S. Callier ( 1866 - 1927 ) fue un botánico alemán. Realizó unas 55 nuevas identificaciones y clasificaciones de especies.
- La abreviatura «Callier» se emplea para indicar a Alfons S. Callier como autoridad en la descripción y clasificación científica de los vegetales.[1]